# Cielo rojo
Cielo rojo es una telenovela mexicana producida por Rafael Urióstegui para TV Azteca, emitida entre 2011 y 2012. La telenovela está basada en una historia original escrita por Eric Vonn. Se estrenó por Azteca Trece el 23 de mayo de 2011 en sustitución de Entre el amor y el deseo y finalizó el 13 de enero de 2012 siendo reemplazado por La mujer de Judas.
Esta protagonizada por Edith González, Mauricio Islas, Alejandra Lazcano y Lambda García, junto con Regina Torné, Andrea Noli, Ramiro Huerta, Gabriela Vergara, Aura Cristina Geithner, Andrea Escalona, Héctor Parra y Betty Monroe en los roles antagónicos.

## Trama
Alma Durán y Andrés Rentería se enamoraron cuando eran adolescentes. Son almas gemelas, pero el destino siempre ha encontrado una manera de mantenerlos separados, a toda costa, a lo largo de los años. Después de la separación, se encuentran otra vez como adultos. Sus vidas han tomado diferentes caminos, pero están decididos a escapar juntos. Sin embargo, la tragedia les rodea y les separa una vez más.
Cuando Alma y Andrés se reencuentran de nuevo muchos años después todo el infierno a través. Las vidas de Alma y Andrés entran en un laberinto que parece no tener salida. La pasión, la ambición, la intriga, los compromisos y las mentiras continúan por separarlos mientras caminan bajo un cielo rojo, que no permitirá que se unan y sean felices.

## Reparto

### Principales
- Edith González como Alma Durán
  - Sandra Itzel interpretó a Alma de joven
- Mauricio Islas como Andrés Rentería
  - Alonso Espeleta interpretó a Andrés de joven
- Regina Torné como Loreto vda. de Encinas
- Andrea Noli como Lucrecia Olivier
- Aura Cristina Geithner como Mariana Bustamante de Molina
- Alejandra Lazcano como Daniela Encinas Durán / Daniela Rentería Durán
- Alberto Casanova como Ricardo Molina
- Carmen Beato como Natalia «Nata» Aguilar
- Daniel Martínez como Marcos Ávila
- Hernán Mendoza como Bernardo Trejo
- Alan Ciangherotti como Carlos «Calo» Galván Vidal
- Simone Victoria como Carolina Vidal
- Jorge Galván como Fabián
- Ramiro Huerta como Víctor Encinas / David Manzetti
- Lambda García como Sebastián Rentería Olivier / Sebastián Bathala Olivier
- Andrea Escalona como Patricia «Paty» Molina Bustamante
- Humberto Bua como Gastón Molina Bustamante
- Gloria Stálina como Rosa «Rosita» Trejo
- Danny Gamba como Andrea Vidal de Ávila
- Patrick Fernández como César Ávila
- Jorge Luis Vázquez como Alonso Nájera
- Betty Monroe como Sofía Márquez
- Andrés Palacios como Nathan Garcés
- Héctor Parra como Jesús Galván
- Fernando Lozano como Salomón Ramos
- María José Magán como Verónica Conde Ramos
- Gabriela Vergara como Aleida Ramos

### Recurrentes e invitados especiales
- Hugo Stiglitz como Gonzalo Molina
- Sergio Klainer como Ángel Durán
- Luciano Zacharski como Álvaro Robledo
- María Luisa Vázquez como Melinda Molina
- Grecia Rodríguez como Lorena Molina
- Alma Marcela Lanz Amilk como Jurisea Jalamacana
- José Astorga como Xavier
- Jorge Levy como Padre Servando
- Roxana Saucedo como Leticia
- Abraham Becerril como Guillermo
- Giovanni Florido como Ismael Gomár
- Ramón Medina Orellana como Silverio
- Martín Soto como Toto (Voz)
- Flavio Peniche como Matón
- Carmen Madrid como Roberta
- Rafael Rivera como Psicólogo

## Premios y nominaciones

### TV Adicto Golden Awards 2012
| Categoría                     | Nominados         | Resultado |
| ----------------------------- | ----------------- | --------- |
| Mejores créditos de entrada   | Rafael Urióstegui | Ganador   |
| Mejor villana                 | Regina Torné      | Ganadora  |
| Mejor estrella internacional  | Edith González    | Ganadora  |
| Mejor adaptación              | Eric Vonn         | Ganador   |
| Mejor telenovela de TV azteca | Rafael Uriostegui | Ganador   |